# Gil Alcalá
Gil Saúl Alcalá Barba, noto semplicemente come Gil Alcalá (Tepatitlán de Morelos, 29 luglio 1992), è un calciatore messicano, portiere dell'Atlético La Paz.

## Carriera
Cresciuto nel settore giovanile del Querétaro, ha esordito in prima squadra il 26 luglio 2017 disputando l'incontro di Copa México vinto 2-0 contro i Cimarrones.